# ألفارو إنريكه بينيا
ألفارو إنريكه بينيا (بالإسبانية: Álvaro Enrique Peña) (8 مارس 1989 في مونتفيدو في الأوروغواي – )؛ هو لاعب كرة قدم كان يلعب كلاعب وسط.

## وصلات خارجية
- ألفارو إنريكه بينيا على موقع رابطة كرة القدم اليابانية للمحترفين (اليابانية)
- ألفارو إنريكه بينيا على موقع قاعدة بيانات كرة القدم.إي يو (الإنجليزية)
- ألفارو إنريكه بينيا على موقع Soccerway.com (الإنجليزية)
- ألفارو إنريكه بينيا على موقع عالم كرة القدم.نت (الإنجليزية)